# Bürmoos
Bürmoos é um município da Áustria, situado no distrito de Salzburg-Umgebung, no estado de Salzburgo. Tem 6,94 km² de área e sua população em 2019 foi estimada em 4.918 habitantes.